# Trichophthalma sexmaculata
Trichophthalma sexmaculata är en tvåvingeart som beskrevs av Edwards 1930. Trichophthalma sexmaculata ingår i släktet Trichophthalma och familjen Nemestrinidae. Inga underarter finns listade i Catalogue of Life.